# Mokasyn gładki
Mokasyn gładki (Calloselasma rhodostoma) – gatunek jadowitego węża z podrodziny grzechotników (Crotalinae) w obrębie rodziny żmijowatych (Viperidae); jedyny przedstawiciel rodzaju Calloselasma. Zamieszkuje Azję Południowo-Wschodnią.

## Zasięg występowania
Wąż ten występuje na Półwyspie Indochińskim i Malajskim oraz na wyspie Jawa. Zasiedla terytoria następujących państw: Indonezja, Kambodża, Laos, Malezja, Mjanma, Tajlandia i Wietnam.

## Opis
Osiąga długość do 1 m. Ubarwienie brunatne z trójkątnymi ciemnymi plamami z jasną obwódką. Charakterystyczna klinowata plama za okiem.

## Zachowanie
Wąż bardzo agresywny, liczne wypadki śmiertelnego ukąszenia ludzi. Poluje nocą.

## Habitat
Przebywa zwykle na skraju lasu i na polanach.

## Jad
Gatunek uważany jest za agresywny i zdolny do szybkich ataków. W północnej Malezji odpowiedzialny jest za 700 przypadków pokąsań rocznie, z których 2% to przypadki śmiertelne. Okazy odpowiedzialne za ataki na ludzi wielokrotnie spotykano dokładnie w tym samym miejscu, w którym dochodziło do pokąsania. Jad powoduje silny ból i podrażnienie, czasem martwicę tkanek w miejscu ukąszenia.